# Havana, Illinois
Havana là một thành phố thuộc quận Mason, tiểu bang Illinois, Hoa Kỳ. Năm 2010, dân số của thành phố này là 3301 người.

## Dân số
Dân số qua các năm:
- Năm 2000: 3577 người.
- Năm 2010: 3301 người.